# 刺子莞属
刺子莞属（学名：Rhynchospora）是莎草科莎草亚科刺子莞族下的唯一属。该属约有380多种，分布在温带及热带地区，主要是热带美洲。
属名Rhynchospora源于希腊语rhynchos（鸟喙）和spora（种子）的合成词，指瘦果顶端具喙。

## 形态特征
刺子莞属为多年生草本植物。该属植物常以丛生的形态生长，茎部呈三棱形或圆柱状。叶片主要基生或沿茎分布，通常为扁平状。
刺子莞属的植物具叶状总苞，基部带有鞘状结构，花序为圆锥形，偶尔呈头状排列。小穗的下部鳞片通常呈二列排列，而上部鳞片则为螺旋状分布。该属植物的雄蕊数量为三枚，花柱较长，基部膨大，并分为两裂的柱头。
刺子莞属的果实为小坚果，扁平且表面具有多样化的花纹或刺状突起。小坚果的顶部有宿存的、膨大的花柱基部，形成喙状结构，通常有下位刚毛。

## 下属物种
本属包括以下物种：
杂交种：
- Rhynchospora ×hakkodensis Mochizuki

归入本属的物种：
- Ceratoschoenus longirostris Torr.
- Ceratoschoenus macrostachys Torr.
- Dichromena blephanophora Steud., 1855
- Dichromena candida Baker
- Dichromena emarginata Steud., 1855
- Dichromena intermedia Schrad. ex Steud., 1840
- Dichromena kukenthalii J.F.Macbr., 1929
- Dichromena leucocephala Willd. ex Steud., 1840
- Dichromena rufidula Steud.
- Dichromena trachycarpa Steud.
- Psilocarya nitens Britton, 1888
- Psilocarya teneriffae Torr.